# Barcode of Life Data System
Het Barcode of Life Data System (beter bekend als BOLD of BOLDSystems) is een webplatform dat specifiek gewijd is aan DNA-barcoding. Het is een cloudgebaseerd gegevensopslag- en analyseplatform dat is ontwikkeld door het Centre for Biodiversity Genomics in Canada. Het bestaat uit vier hoofdmodules: een gegevensportaal, een educatief portaal, een register van BIN's (vermoedelijke soorten) en een werkbank voor gegevensverzameling en -analyse die een online platform biedt voor het analyseren van DNA-sequenties.
Sinds de lancering in 2005 is BOLD uitgebreid met een reeks functionaliteiten, waaronder gegevensorganisatie, validatie, visualisatie en publicatie. Vóór 16 november 2020 bevatte BOLD al barcodesequenties voor 318.105 formeel beschreven soorten van dieren, planten, schimmels en protisten (met ongeveer 8,9 miljoen soorten). BOLD is vrij beschikbaar voor elke onderzoeker met interesse in DNA Barcoding.
Door gespecialiseerde diensten aan te bieden, helpt het bij de publicatie van records die voldoen aan de normen die nodig zijn om BARCODE-aanduidingen te krijgen in de internationale databases met nucleotidensequenties. Vanwege de webgebaseerde levering en het flexibele gegevensbeveiligingsmodel is het ook goed gepositioneerd om projecten te ondersteunen waarbij brede onderzoeksallianties betrokken zijn.
Het vrijgeven van de gegevens van BOLD komt voornamelijk voort uit het project BARCODE 500K dat van 2010 tot 2015 werd uitgevoerd door het International Barcode of Life (iBOL) Consortium. Het doel was het verzamelen van gegevens over DNA-barcodes voor 5 miljoen specimens die 500.000 soorten vertegenwoordigen. Het verzamelen van de specimens, het toewijzen van de sequenties en het sorteren van de informatie is uitgevoerd door een groot aantal wetenschappers, medewerkers en faciliteiten uit landen over de hele wereld. Het verzamelen van gegevens verhoogt de nauwkeurigheid van DNA-barcode-identificatie en vergemakkelijkt het bereiken van barcoding van het leven.